# Microderes brachypus
Microderes brachypus är en skalbaggsart som först beskrevs av Christian von Steven 1809.  Microderes brachypus ingår i släktet Microderes, och familjen jordlöpare. Arten har ej påträffats i Sverige.